# Våran klass
Våran klass (tyska: Schülergeschichten) är en västtysk TV-serie som ursprungligen sändes i ARD i mars–april 1980.

## Handling
Serien är en ungdomsdramaserie som handlar om en sjätteklass i Stuttgart. Tittaren får följa skolklassen under ett läsår.

## Roller
Elever (urval)
- Dorothee Braun
- Anna Hajek
- Gundula Lusinsky
- Katrin Maier

## Avsnitt
| Nr |  | Titel                |  |  |  |  |  | Originalvisning |  |  |  |  |
| -- |  | -------------------- |  |  |  |  |  | --------------- |  |  |  |  |
| 1  |  | "September"          |  |  |  |  |  | 23 mars 1980    |  |  |  |  |
| 2  |  | "November"           |  |  |  |  |  | 30 mars 1980    |  |  |  |  |
| 3  |  | "Februari" "Februar" |  |  |  |  |  | 4 april 1980    |  |  |  |  |
| 4  |  | "Maj" "Mai"          |  |  |  |  |  | 6 april 1980    |  |  |  |  |
| 5  |  | "Juni"               |  |  |  |  |  | 7 april 1980    |  |  |  |  |
| 6  |  | "Juli"               |  |  |  |  |  | 13 april 1980   |  |  |  |  |

## Internationella utsändningar
Serien sändes i SVT2 i januari och februari 1981, med repriser i SVT1 i maj och juni 1988.